# Peter Sengelaub
Peter Sengelaub (Martinroda, 1558 circa – Coburgo, maggio 1622) è stato un pittore e architetto tedesco nell'area francone-turingia.

## Biografia

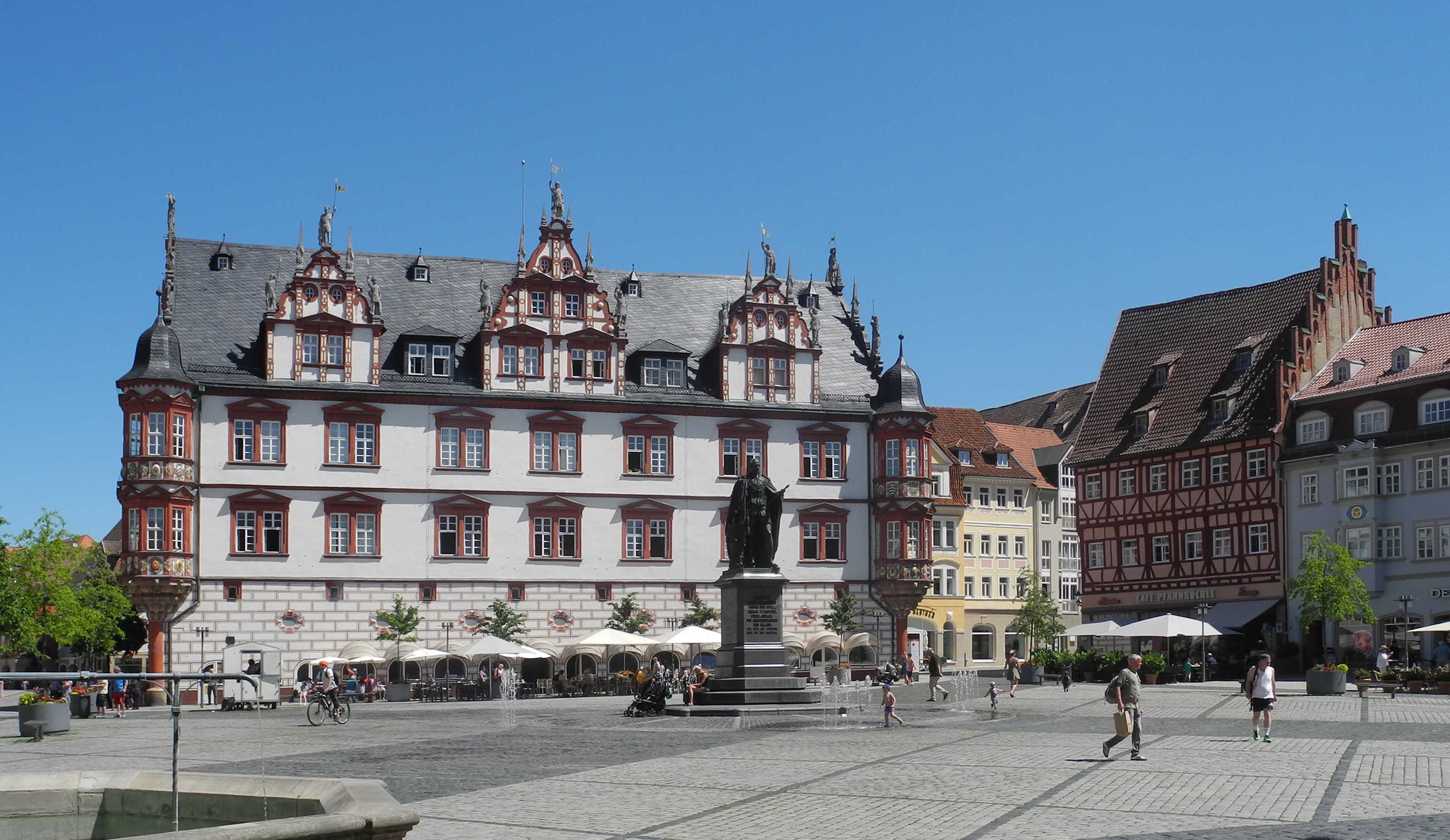
Stadthaus, ex cancelleria del governo, a Coburgo

Nacque probabilmente intorno al 1558 a Martinroda. Intorno al 1590 si trasferì a Coburgo e più tardi, nel 1592, divenne pittore di corte del duca Giovanni Casimiro. Per lui dipinse, tra le altre cose, il suo ritratto e quello dei suoi familiari. Fu anche il principale costruttore dei palazzi ducali di Coburgo, realizzando  tre edifici rinascimentali, la cancelleria del governo, il ginnasio Casimirianum e l'armeria, modellando il paesaggio urbano. Inoltre, supervisionò la riconversione dei castelli di Callenberg, della Veste Coburg e il castello di Tenneberg. Dal 1608 circa lavorò anche per i conti di Schwarzburg-Sondershausen. In particolare, progettò e supervisionò il nuovo edificio della chiesa cittadina di Sondershausen, dal 1609 al 1618.